# بيرينبرغ
بيرينبرغ هو بركان طبقي يقع شمال شرق جزيرة يان ماين النرويجية.